# Теслина научна фондација
Теслина научна фондација (ТНФ) (енгл. Tesla Science Foundation – TSF) је невладина и непрофитна организација са седиштем у Филаделфији, америчка држава Пенсилванија, чији је главни циљ промоција заоставштине српског и америчког научника Николе Тесле и пружање подршке онима који крећу његовим путем.

## Историја
Званичним датумом оснивања Теслине научне фондације сматра се 10. јул 2004, то јест 148. рођендан великог научника. Тог дана су поштоваоци Николе Тесле и иноватори у Цркви Светог Николе у Филаделфији установили Клуб проналазача „Никола Тесла” (енгл. Nikola Tesla Inventors Club). Тада су одржани и прво предавање и прва изжожба посвећени Николи Тесли и формиран је први управни одбор, главни орган Фондације. Пошто је Црква удаљена од центра града, чланови Клуба су своје активности преселили у градску библиотеку. Тамо су почели да их посећују и Американци, које је, показало се, више занимао Теслин духовни живот него његови патенти. Клуб проналазача „Никола Тесла” ће касније бити преименован у Клуб „Никола Тесла”, а потом, на Божић 2010, на дан Теслиног „напуштања овоземаљског живота”, прерасти у Теслину научну фондацију.
Припадници свих народа, без обзира на расу и веру, долазили су на манифестације које је организовала Фондација, па је, како је време пролазило, њено чаланство бивало све бројније. Главни оснивач и актуелни председник Теслине научне фондације Никола Лончар, Србин из Филаделфије, који је пореклом, интересовањима и иновацијама везан за свог имењака, желео је да Теслина достигнућа буду разумљива што већем броју људи, како би сведочанство о повезаности свих нас невидљивим силама постало видљиво свима. У ту сврху он се непрестано залаже за повећање броја чланова Фондације и укључивање научне елите и младих у њен рад, затим предавања на тему Теслиних проналазака у америчким школама, али и анимирање српске јавности. Стога је 2014. основао и представништво Фондације у Србији – Теслину научну фондацију Србија, са седиштем у Земуну.
Фондација је покретач и реализатор многих пројеката, истраживања и иницијатива, од којих су вероватно најзначајнији: „Теслин народ”, предлог за канонизацију Николе Тесле, петиција за израду Националног програма свих Срба света, Тесла клубови итд. Низ година, Фондација је почасни гост Фестивала науке у Филаделфији (енгл. Philadelphia Science Festival), који организује Институт „Френклин” (енгл. Franklin Institute).

## Теслин народ
Реализујући пројекат „200 година Срба у Америци”, који је започет 28. јуна 2004. на предлог тадашњег председника Теслине научне фондације Марка Лопушине, руководство Фондације је инспирисано Теслиним научним алтруизмом одлучило да све своје активности обједини под називом „Теслин народ” (енгл. Tesla’s People). Прослава која је одржана на Видовдан 2004. требало је да подсети да је пре два века први регистровани Србин на тлу Америке, Ђорђе Шагић, дошао баш у Филаделфију. Припремање свечаности представљало је велики изазов за чланове Фондације и трајало је месецима. Обележавању „200 година Срба у Америци” присуствовало је преко седамсто људи, Срба и њихових пријатеља. Међу виђенијим посетиоцима били су: Милан Панић, Мајкл Ђорђевић, Хелен Делић Бентли, Дејвид Вујић, представници влада Републике Србије и Републике Српске, дипломатског кора, Српске православне цркве и разних српских организација у Америци. Предавања, изложбе и концерти су били бесплатно доступни свима.
У оквиру мултимедијалног подухвата „Теслин народ” је 2018. снимљен документарни филм идејног творца и првог продуцентa Николе Лончара, а у плану је и нови филм на трагу Теслине филозофије. Ипак, бројни су покушаји присвајања и злоупотребе имена „Теслин народ”, из Србије, Америке, Хрватске и других земаља, због чега је Фондација морала да га законски заштити.
Поред видео-платформе „TeslaTalk.TV”, која емитује вебинаре и друге видео-материјале о Тесли, Теслином народу и Теслиној научној фондацији, српско-амерички тим експерата ради на платформи за оснивање Тесла клубова.

### Истраживања
Под претпоставком да Срба ван Србије има и више него у њој, Теслина научна фондација спроводи низ истраживања и анкета, којима жели да јасно дефинише узроке честих сеоба српског народа, настањивања од Канаде до Аустралије и асимилације, и дође до могућих решења. Разлоге за то Фондација налази у томе што су се Србима звали неки од највећих светских умова, попут: Руђера Бошковића, Михајла Пупина, Николе Тесле, Милеве Марић, Милутина Миланковића, и у томе што Срби имају славну историју, богату културу и поштовања вредну традицију, а ипак губе свој идентитет и бројност.
На темељима тезе да се матица и дијаспора налазе на истом путу, Фондација подједнако истражује јавно мњење и у Србији и у њеном расејању.

## Канонизација Николе Тесле
На Божић 2021, председник и Управни одбор Теслине научне фондације упутили су предлог поткрепљен петицијом Светом архијерејском синоду Српске православне цркве да размотри канонизацију Николе Тесле и проглашавање 10. јула, Теслиног рођендана, верским празником. У интервјуу чикашком листу „Огледало” маја 2021, Никола Лончар је овај потез образложио речима: „За мене је светао онај ко помаже свима и жели да сви боље живе, а за себе не тражи ништа, чак ни помен. Тесла је дао човечанству само добро и није никог одвајао… Он је светац свих народа света, потекао из српског”.
Надахнута тиме, руска уметница Татјана Басова насликала је дело „Свети Тесла”.

## Национални програм свих Срба света
Теслина научна фондација је покретач петиције за израду предлога Националног програма свих Срба света, којим би се дефинисали интереси, тј. одредили приоритети и понудила решења, за опстанак и развој српског народа, с обзиром на то да их велики број живи у иностранству и новонасталим државама бивше Југославије. Представници Фондације и потписници ове петиције речи-водиље виде у крилатици: „Само слога Србина спасава”, порукама владике Николаја Велимировића: „Дај боже, да се Срби сложе, обоже и умноже” и патријарха Павла: „Биће нам боље кад ми будемо бољи”. Да би тако било, потребно је да сви припадници српског народа буду равноправни, односно да имају иста права и обавезе, и да се политичка воља власти у Србији усмери на коришћење интелектуалних и других потенцијала Срба широм света. У том циљу треба се угледати на Ирску и Ирце, сматра председник Фондације Никола Лончар.

## Тесла клубови
Пошто је примећено да је у силабусима америчких школа Тесла недовољно заступљен, Теслина научна фондација је дошла на идеју да то промени оснивајући Тесла клубове (енгл. Nikola Tesla Club) и Тесла научне клубове (енгл. Nikola Tesla Inventors Club) остваривањем сарадње између Фондације и наставног кадра и ученика.
Мисија коју Фондација спроводи кроз Тесла клубове огледа се у унапређењу начина размишљања, развоју критичког мишљења и интелигенције код деце. То се постиже помоћу интерактивног едукативног програма заснованог на Теслином животу и наслеђу, који ће се пласирати и надограђивати преко међународне платформе NikolaTeslaClubs.com, чиме ће се обезбедити боље разумевање Теслиних идеја, изума и приступа животу.
У имплементацију програма укључене су пилот-школе, чланице непрофитне организације „American Paradigm Schools”, и ужи тим Теслине научне фондације из ког се издвајају:
Ешли Редферн Несвик, извршна директорка и директорка образовања Фондације. Ешли је уједно је и извршна директорка „American Paradigm Schools”, што је веома помогло приликом експерименталног увођења Тесла клубова у школе. Она је препознала шта Тесла значи српском народу и у којој мери га српске заједнице у расејању славе. Сарадња „American Paradigm Schools” и Фондације траје више од седам година и у том периоду су направљени мостови између иноватора широм света; Јелена Градимир, директорка развоја Фондације. Она је у сврху што успешније реализације пројекта унапредила интерни систем комуникација класификацијом тимског система. Задужена је за пласирање платформе NikolaTeslaClubs.com и клупских програма и интернационализацију координацијом тима експерата и школа; Елис Освалт, драматург. Освалт ради на адаптацији драме „Тесла: некада, сада и заувек”, на јединственом приручнику за школе у које се уводе Тесла клубови (са Јеленом Градимир) и платформи NikolaTeslaClubs.com. Аутор је књиге „Теслине речи”, за коју је добио награду „У духу Тесле” и која помаже разумевању Теслиног лика и дела  и Јулиана Пандуревић, менаџер односа са подмлатком Фондације и српским расејањем.
Оснивањем Тесла клубова у Америци је постигнут изузетан успех, у форми додатног образовања деце која су склона науци и уметности, те се је почело са применом истог модела и у основним и средњим школама у Србији у партнерству са Теслином научном фондацијом Србија. Циљ је да се сви ови клубови умреже посредством NikolaTeslaClubs.com потпуно бесплатно и да заједно са америчким учествују у трансферу знања и поспешивању иновативности као тачке ослонца друштвеног развоја.
Најважнији партнери Фондације у развоју Тесла клубова су „Tacony Academy Charter School”, део „American Paradigm Schools”, и Институт „Френклин” из Филаделфије.
Део ове иницијативе је и пројекат „Путевима Тесле” (енгл. Tesla Ways), замишљен као софтверски гео-водич кроз Теслин животопис. О томе су у припреми и монографија и документарни филм.

### Тесла: некада, сада и заувек
Оснивач Теслине научне фондације Никола Лончар написао је драму „Тесла: некада, сада и заувек”, коју је дорадила књижевница Гордана Павловић, Милан Костић превео на енглески, док је Елис Освалт драматуршки прилагодио потребама школа. У плану је да сценарио ове драме буде бесплатно доступан за преузимање са NikolaTeslaClubs.com и да служи едукацији нових нараштаја о Тесли.

### Тесла – потрага за проналасцима
Српски иноватор и предузетник Александар Игњатовић креирао је интерактивну друштвену игру „Тесла – потрага за проналасцима” (енгл. Tesla – Science Race), помоћу које су играчи у могућности да крену Теслиним путем и суоче се са изазовима који су водили до револуционарних проналазака. Игра је урађена по принципу МИНТ (енгл. STEM), што је акроним за Математика, инжењерство, технологија и наука. Председник Теслине научне фондације оценио је: „Александар Игњатовић урадио је тачно оно што је фалило у представљању Тесле и то нарочито за време пандемије”. Фондација га је зато наградила Златном медаљом Николе Тесле, а маја 2021. је на позив Фондације представљао игру у америчким школама, која ће постати обавезно учило.
Игњатовић је постао део и Управног одбора Фондације, у којем обавља функцију координатора иновативних образовних пројеката.

## Догађаји

### Теслини дани
Вишедневна манифестација „Теслини дани” (енгл. Tesla Days) се од 2013. сваког јула приређивала у Филаделфији под покровитељством Теслине научне фондације и уз помоћ градских власти, а у славу Теслине идеје о чистој планети. Централна активност „Теслиних дана” била је „Марш милион волти” (енгл. Million Volt March) за незавиност енергије.

### Ноћ Тесле
Чланови Теслине научне фондације су годинама обележавали „Ноћ Тесле”, тј. 9. на 10. јул, испред Звона слободе у Парку слободе у Филаделфији, једном од историјски најзначајнијих места Новог света, где се чува оригинални Устав Сједињених Америчких Држава и где је ова земља прогласила своју независност. Потакнут тиме, градоначелник Филаделфије је 10. јул, дан Теслиног рођења, прогласио за празник.

### Дан дијаспоре
Теслина научна фондација је у сарадњи са Универзитетом Сингидунум из Београда и уз подршку релевантних организација, попут Матице исељеника и Срба у региону и Организације српских студената у иностранству, 2016. је покренута годишња конференција „Дан дијаспоре”, на којој учествују представници матице и расејања, академске заједнице, влада Републике Србије и Републике Српске, дипломатског кора итд. Саставни део конференције су панел-дискусије, округли столови, изложбе, такмичења и сл.

### У духу Тесле
Фондација је зачетник и међународне меморијалне конференције „У духу Тесле” (енгл. Tesla Spirit), која се од 2012. одржала девет пута. Уз подршку Генералног конзулата Републике Србије у Њујорку, овај престижни догађај се једном годишње одвија на последњем перону живота Николе Тесле, хотелу „Њујоркер” на Менхетну, и обухвата низ активности које га славе: од пригодних изложби уметничких дела преко представљања појединаца и организација који су урадили нешто значајно поводом већег упознавања јавности са Теслом и његовим патентима и тематских панел-дискусија па до додељивања награде „У духу Тесле” најзаслужнијима.

### Матица и дијаспора на истом путу
Конференција „Матица и дијаспора на истом путу” (понегде и „на задатку”), у склопу мултимедијалног пројекта „Теслин народ”, као део серије годишњих конференција Теслине научне фондације, 2021. је имала за тему представљање истоименог истраживања, које је показало да седамдесет посто Срба у свету жели да инвестира у Србији, али да их у томе углавном спречавају „недефинисани закони и претерана бирократија”.

### Млади Теслине научне фондације
Подмладак Фондације такође је веома активан и све се више укључује у главне пројекте, што је и план руководства за будућност. Тако је, 22. априла 2021, на годишњицу пробоја концентрационог логора Јасеновац, одржана онлајн-конференција „Јасеновац и наша култура сећања”, на којој су могла да се чују мишљења нових генерација о великом злочину над српским народом од стране усташа.

## Награде и признања Фондације
Теслина научна фондација додељује седам врста награда и признања заслужним појединцима и оганизацијама. Међу добитницима су и амерички и други страни научници и уметници, а у списак лауреата је 2013. уписан и тадашњи председник Србије Томислав Николић, који је добио награду „У духу Тесле”.
Сваке године, Фондација додељује почасне Теслине медаље припадницима Теслиног и других народа, као знак одавања захвалности на афирмацији српског генија и српског народа. Досадашњи добитници су:
- Стане Рибич (Словачка)
- Стојан Стевановић (Швајцарска)
- Тамара Дрезгић (Србија)
- Јелена Лопушина (Србија)
- Душан Лопушина (Србија)
- Светлана Матић (Аустрија)
- Марина Булатовић (Канада)